# シャクンタラー (戯曲)

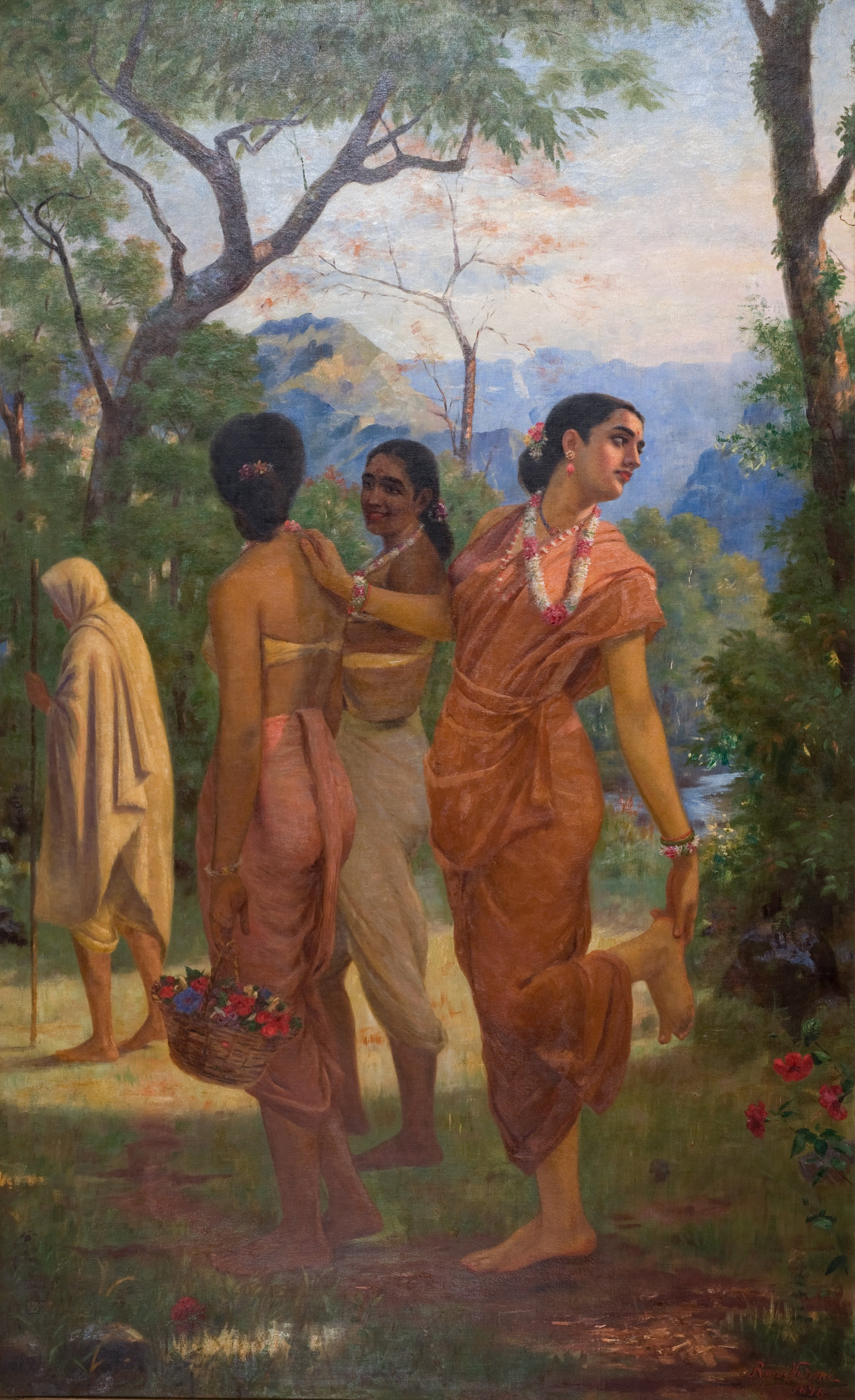

『シャクンタラー』は、インドのカーリダーサによる戯曲。正式な題名は『アビジュニャーナ・シャークンタラ』（サンスクリット: अभिज्ञानशाकुन्तल Abhijñānaśākuntala 「思出の品により回復されたシャクンタラー」）。
カーリダーサの戯曲としてもっとも有名であるだけでなく、サンスクリット劇の最大傑作と認められており、また西洋に紹介された最初のサンスクリット文学のひとつであった。

## 概要
カーリダーサの戯曲は『マハーバーラタ』に登場するシャクンタラーの物語をもとにしている。マハーバーラタの挿話において、ドゥフシャンタ王は、シャクンタラーを拒絶した理由として「彼女の言葉だけで彼女と息子を受け入れれば人々の間に疑惑が生じる」と弁明しているが、不条理で説得力に欠ける。また、唐突にあらわれた天の神の一声で、王の態度が急変して、物語が強引に収束してしまう（デウス・エクス・マキナ）。
グプタ朝時代の詩人カーリダーサは、この点が不満だったようで、新たに「思い出の指輪」と「仙人の呪い」のモチーフを導入して因果関係を作り出すことで、王の言動に必然性を持たせ、叙情的で美しい7幕の戯曲『アビジュニャーナ＝シャークンタラ』（「指輪によって思い出されたシャクンタラー」）に改作した。
この作品は、公用語とされはじめた時代のサンスクリット語で書かれており、サンスクリット語文学の代表作である。

## あらすじ
あるとき、プール家の血を引くドゥフシャンタ王は、鹿狩りの最中にカンヴァ仙の苦行林に迷い込み、そこでカンヴァ仙の養女であるシャクンタラーに出会い、一目惚れしてしまう。シャクンタラーに魅せられた王は、彼女に恋心を打ち明けることもできず、王宮に帰る気にもなれず、苦行林の近くに住み着いてしまう。
王宮に帰らずに、苦行林で悪魔退治などをしていた王は、シャクンタラーが病に伏せていることを知る。彼女の病の原因が自身に対する恋わずらいであることを知った王は、彼女の前に姿を見せる。そこで相思相愛であることを知った二人はついに結ばれる。
そして王は「想い出」のしるしとして自分の指輪を彼女に贈り、王宮に帰る。
シャクンタラーは、王のことを思い続けてぼんやりしていたため、訪ねてきた聖賢のドゥルヴァーサス仙に気がつかず、礼を失してしまう。怒ったドゥルヴァーサスは「お前が私に無礼をはたらいたのは恋をしているからだ。お前が想っている相手がお前のことを想い出せないようにしてやる。」と言って呪いをかけたため、ドゥフシャンタ王はシャクンタラーのことを忘れてしまう。しかし彼女の友人たちのとりなしで、聖賢はこの呪いに制約をつけ、「王が想い出のしるしを見たときに呪いが解ける」と予言した。
その後戻ってきた養父カンヴァ仙は、シャクンタラーがドゥフシャンタ王と結ばれ子を宿したことを知り、この良縁を喜ぶ。王からの出迎えが無いので、カンヴァ仙はシャクンタラーを送り出して王宮に向かわせるが、彼女は道中の泉で沐浴をした際に指輪を失ってしまう。シャクンタラーは王宮で王と再会するが、呪いのため王は彼女を思い出すことができず、妻として認めなかった。悲嘆にくれたシャクンタラーが王のもとを立ち去ると、天界から天女の姿をした光明があらわれ、彼女を天界へ連れ去ってしまう。
数年後、漁師が泉で獲った鯉の腹の中から指輪が発見され、その指輪に王の名が刻まれていたことから王のもとに届けられた。王が指輪を見ると呪いが解けて記憶を取り戻し、シャクンタラーとの別離を嘆いた。
その後、インドラ神に悪魔征服の援助を要請された王はこれに応じ、神が用意した車に乗って天界に出陣する。悪魔退治の帰途、王は天界のマーリーチャ（マリーチの子を意味し、カシュヤパのこと）仙の庵で、ある子供と出会う。それがわが子バラタであることに気づいた王は、シャクンタラーとも再会する。そこで王が彼女を忘れたのは呪いのせいであることが明らかになり、全ての誤解が解けて大団円となる。

## 翻訳
『シャクンタラー』はウィリアム・ジョーンズにより『サコンタラあるいは運命の指輪』の題で1789年に英語に翻訳された。この英訳はゲオルク・フォルスターによって1791年にドイツ語に重訳され、ゲーテに影響を与えた。学術的研究はアントワーヌ＝レオナール・ド・シェジーが先鞭をつけた。

### 日本語訳
- 高橋五郎、小森彦次 訳『梵劇さくんたら姫』前川文栄閣、1907年。（ウィリアム・ジョーンズの英訳からの重訳）
- 森田草平 訳『しゃくんたら姫：戯曲』日月社〈現代百科文庫宗教叢書9〉、1914年。同上
- 河口慧海 訳『印度歌劇シヤクンタラー姫』世界文庫刊行会、1924年。 上 下
（最初のサンスクリット原文からの日本語訳）、電子書籍「国立図書館コレクション」で復刻公開
  - 『河口慧海著作選集 4 シャクンタラー姫』日高彪校訂、慧文社、2009年。ISBN 4-86330-037-9
- 辻直四郎 訳『シャクンタラー』刀江書院、1956年。
  - 辻直四郎 訳『シャクンタラー姫』岩波文庫、1977年。改訳版
- 田中於菟弥 訳『シャクンタラー』筑摩書房〈世界文学大系4 インド集〉、1959年。
  - 新編版「筑摩世界文学大系9 インド・アラビア・ペルシア集」筑摩書房、1974年。
  - 田中於菟弥訳『シャクンタラー』 グーテンベルク21（電子書籍）、2024年。

## シャクンタラーをテーマにした音楽作品
- シャクンタラ Sakuntala D.701 - フランツ・シューベルトが作曲したオペラの二幕分のスケッチ。
- シャクンタラー Sakuntala op. 13 - カール・ゴルトマルクが作曲した演奏会用序曲の一。
- シャクンタラ （テノール独唱と管弦楽） Sakuntala for Tenor and Orchestra - フレデリック・ディーリアス作曲の声楽曲。
- サクーンタラ（シャクンタラー伝説） La leggenda di Sakuntala - フランコ・アルファーノのオペラ。
- ザコンターラ Sakontala Op.117 - フランツ・ベンデル作曲のピアノ独奏用ワルツ。